# Arman-G Beats Writer
Armando Ananias Chemane, popularmente conhecido por Arman-G Beats Writer (Xai-Xai, Gaza, 26 de outubro de 1989), é um rapper moçambicano, produtor e compositor de Beats instrumentais.

## Vida pessoal
Filho de Ananias Magheva Chemane e de Alina Rafael Machava, nasceu numa aldeia comunal de nome Muzingane, uma aldeia administrada por conselho municipal do distrito de Xai-Xai.

## Ligações Externas
- armangbeatswriter.com